# برت فیش‌ویک
برت فیش‌ویک (انگلیسی: Bert Fishwick؛ 1899 – ۱۹۶۱ (۶۱−۶۲ سال)) بازیکن فوتبال اهل بریتانیا بود.
از باشگاه‌هایی که در آن بازی کرده است می‌توان به باشگاه فوتبال ترانمره راورز، باشگاه فوتبال چورلی، باشگاه فوتبال بلکپول، باشگاه فوتبال پلیموث آرگیل، و باشگاه فوتبال پورت ویل اشاره کرد.